# Río Pequeno (afluente del Miño)
El río Pequeno es un río del noroeste de la península ibérica que discurre por la provincia de Lugo, Galicia (España). Es un afluente del río Miño por la derecha, en su curso alto.

## Recorrido
El río Pequeno nace en el cordal de Neda, a 700 m de altitud, en el municipio de Pastoriza. Recorre la llanura luguesa, atravesando además los municipios de Castro de Rey y Cospeito, para después de unos 19 km, entregar sus aguas, en el margen derecho del río Miño, a la altura de la parroquia de Bazar, Castro de Rey.

## Afluentes
Sus afluentes, son todos por la izquierda y de poca entidad, como los arroyos Fraga y Vilar.